# Під'ялинник звичайний
Під'ялинник звичайний (Monótropa hypopitys) —
трав'яниста міко-гетеротрофна (безхлорофільна) багаторічна рослина родини вересових.

## Опис
15–30 см. Стебло соковите. Листки сидячі, яйцеподібно-видовжені, бурі. На корені можна побачити яскраво виражену мікоризу. Суцвіття густе, до цвітіння зігнуте донизу, після цвітіння випрямляється. Квітки правильні (актиноморфні), при чому кінцеві квіти в суцвітті мають по 5 чашолистків і пелюсток, інші квіти — по 4, рідко по 6. Пелюстки видовжені, зверху розширені, білі або світло-жовті. Капсули 4–5-сегментні; сегменти часто опадають після розсипання насіння, тонкі, 6–10 × 4–8 мм, без з'єднання. Насіння 0.5–1 мм, переважно мембранно крилате. 2n = 48.

## Поширення
Поширений у Північній та Центральній Америці, Європі, Азії, Алжирі.
В Україні вид зростає у хвойних, змішаних і листяних лісах — у Карпатах, Прикарпатті, Розточчі, Поліссі, Лісостепу і Степу (по річках Сів. Донець, Оскол, Самара), гірському Криму (верхній пояс Головного пасма, яйла).